# 早稲山
早稲山（わせやま）は、秋田県鹿角市と大館市との境界にある、標高811.2mの山である。

## 概要
鹿角市側では、米代川水系支流夜明島川の左岸に位置する。
藩政時代は、この山辺りから奥地はいわゆる「止め山」として入山禁止となっていた。（「止め山」については後森を参照）
同市八幡平字桃枝（どうじ）の集落から通じる夜明島林道が登山道となっている。

## 近くの山
- 鉄鉢森